# Horton-cum-Studley
Horton-cum-Studley is een civil parish in het bestuurlijke gebied Cherwell, in het Engelse graafschap Oxfordshire met 455 inwoners.